# Jens Vahl (botaniker)
Jens Laurentius Moestue Vahl (27. november 1796 i København – 12. november 1854 smst) var en dansk botaniker, broder til Johan Vahl.
Vahl var søn af Martin Vahl. Efter at have taget farmaceutisk eksamen 1819 studerede han særlig botanik og foretog ved hjælp af stipendier fra 1822 til 1826 rejser til Sverige, Tyskland og Frankrig, på hvilke han kom i forbindelse med mange fremmede botanikere, hvorom hans efterladte brevveksling vidner. Størst fortjeneste har han af sine botaniske forskninger i arktiske egne, især Grønland, hvortil han rejste i foråret 1828 som deltager i W.A. Graahs toårige ekspedition til Østgrønland; han besøgte derefter vestkysten, hvorfra han hjemsendte betydelige samlinger af naturhistoriske genstande, og vendte først hjem i slutningen af 1836. Senere besøgte han Spitsbergen som deltager i den franske videnskabelige ekspedition under ledelse af Joseph Paul Gaimard.
1840-50 virkede han som assistent ved den botaniske haves samlinger og bibliotek. I 1842 modtog han en doktortitel fra Rostocks Universitet. Han døde ugift 12. november 1854.
Hans i Botanisk Haves Bibliotek opbevarede, ret omfangsrige efterladte manuskripter, bestående af dagbøger og beretninger om hans mange rejser, udkast til en Flora groenlandica med mere, vidner om, at han ikke manglede evner til forfattervirksomhed; men han havde så stor sky for at publicere, at der intet foreligger i litteraturen fra hans egen hånd, hvorimod han har ydet talrige bidrag til andre forfatteres arbejder, således til grønlandske og islandske plantelister, til Flora danica og til flere floristiske værker.
Han er begravet på Assistens Kirkegård.